# Talpa
Talpa es un género de mamíferos soricomorfos de la familia Talpidae propios de Eurasia.

## Especies
Se conocen varias especies del género Talpa.
- Talpa altaica
- Talpa aquitania
- Talpa caeca
- Talpa caucasica
- Talpa europaea
- Talpa davidiana
- Talpa levantis
- Talpa martinorum
- Talpa occidentalis
- Talpa romana
- Talpa stankovici